# Episteme simplex
Episteme simplex là một loài bướm đêm trong họ Noctuidae.